# 亨齊內城堡
亨齊內皇家城堡（Chęciny Royal Castle）是位於波蘭城市亨齊內的一座城堡，修建於13世紀後期。該城堡在18世紀時淪為廢墟，並持續至今。

## 外部連結
- （波兰語） Zamek Chęciny （页面存档备份，存于）

50°47′50″N 20°27′37″E / 50.79722°N 20.46028°E